# Missouri (folyó)
A Missouri (IPA: [mɪˈzʊɹɪ]) Észak-Amerika leghosszabb folyója  (3767 km) és egyben az Amerikai Egyesült Államok középső részeinek egyik legfontosabb vízi útvonala. A folyó Nyugat-Montanában, a Sziklás-hegységben ered, majd előbb keleti irányban folyik, majd később déli irányba folytatja útját mintegy 3767 kilométeren át, míg végül St. Louistól északra a Mississippi folyóba ömlik. A folyó 1 300 000 km²-nyi vízgyűjtő területről gyűjti össze a csapadékvizet, amely magába foglal tíz államot az Egyesült Államok területén belül és két kanadai tartományt is.

## Története
Tizenkétezer évvel ezelőtt az emberek a Missouri mentén a folyó éltető vizétől függtek és törzseik létfenntartásához, valamint a különböző szállításaikhoz nélkülözhetetlen volt a folyó. Több, mint tíz fontosabb amerikai indián törzs telepedett le a folyam mentén, melyeknek legtöbbje nomád életmódot folytatott és nem kis mértékben függtek a vidéken kóborló hatalmas bölénycsordáktól. Az első európaiak a 17. század végén kaparintották meg e földterületet és előbb spanyol, majd később francia kézbe került, míg végül az Egyesült Államok részévé vált Louisiana megvásárlásával. Az első felfedezők úgy tartották, hogy a folyó az Atlanti-óceánt és a Csendes-óceánt összekötő északnyugati átjáró része, ám amikor Lewis és Clark hosszában végigjárták a folyó folyását, akkor e legenda egy csapásra szertefoszlott.
A Missouri volt a legnyugatibb határvidéke az Egyesült Államoknak a 19. századig. A szőrmekereskedelem bővülése az 1800-as években sok földmunkához vezetett, ahogy a kereskedők számára fokozatosan kiépítették az útvonalakat. A pionírok nyugat felé történő vándorlása az 1830-as években kezdődött, akik eleinte még csak ekhós szekereken keltek útra, majd a későbbiek során folyami hajók álltak szolgálatba a folyón. Az amerikai őslakosok által korábban birtokolt vidék lassanként a telepesek kezére került, amely az őslakosok és a betelepülők közt kirobbant leghevesebb és leghosszabb ideig tartó háborúskodáshoz vezetett.
A huszadik században a Missouri-folyó medrét az öntözés, a vízenergia termelés és az árvízvédelem céljai miatt alakították át. Tizenöt gátat emeltek a folyó fő ágán és több százat a mellékfolyóin. A folyó meanderező (kanyargó) vonulatait átvágták és a folyómeder kotrásával és kiegyenesítésével elősegítették a tájékozódást. Ezáltal összesen közel 320 kilométeres szakasszal lett rövidebb a folyó hossza. Annak ellenére, hogy a folyó alsóbb részein igen nagy népesség és termékeny mezőgazdasági termelés alakult ki, valamint fontosabb ipari régiók, e nagymértékű fejlődés igen súlyosan érintette a vízi élővilágot, valamint a halfajok változatosságát és a víz minőségét is.

## Futása
A Missouri folyó a Sziklás-hegységben ered Montana és Wyoming államok határvidékén és három ágból egyesülve alakítja ki a Missourit. E három ág leghosszabbika a Brower forrás, amely 2800 méteres tengerszint feletti magasságban ered a Centennial-hegységben található Jefferson-hegy délkeleti lejtőin. Előbb nyugat felé, majd később északi irányba folyik, majd beleömlik a Hell Roaring-patak, majd később a Red Rock folyóba ömlik, ezután a Beaverhead folyó felé veszi az irányt. A Firehole folyó eredete a Wyoming állam területén található Yellowstone Nemzeti Parkban található Madison-tó, majd a Gibbon folyóba ömölve eléri a Madison folyót, majd ezután a Gallatin folyót is, amely szintén a nemzeti park területén található. Ez a két folyóág észak-északnyugat felé halad tovább Montanában.
A Missouri folyó hivatalosan a Jefferson és a Madison folyók összefolyásánál kezdődik a Missouri Headwaters State Park területén, a montanai Three Forks város mellett, majd egy mérfölddel később a Gallatin folyóba ömlik. Ezután a Missouri keresztülfolyik a Canyon Ferry-tavon, amely egy víztározó a Big Belt-hegység mellett. A hegyek közül Cascade közelében lép ki a síkságra, majd Great Falls városától északnyugatra halad el, hogy elérje a Missouri folyón lévő Great Falls vízeséseket, amelyről a város is a nevét kapta. A vízesések öt nagyobb vízesést foglalnak magukba. Ezután a folyás iránya keletnek fordul, hogy átvágjon a rossz termőföldjeiről és kanyonjairól híres vidéken, melyet a Missouri-áttörésnek hívnak. Ezután beleömlik a Marias-folyó, majd medre kiszélesedik a Fort Peck-tó víztározója miatt, ahol a Musselshell folyó is beleömlik. Ezután a Fort Peck gátat elérő folyó tovább folytatja útját, majd a Milk folyó ömlik bele észak felől.
Kelet felé tartva a folyó átvág Montana síkságain, majd eléri a Poplar folyót, amely északról ömlik belé, majd a későbbiekben az Észak-Dakotából érkező Yellowstone folyó ömlik bele, amely vízhozamát tekintve a legnagyobb mellékfolyója ömlik belé délnyugat felől. Érdekes tény, hogy az összefolyásnál még a Yellowstone folyó a nagyobb. Ezután a Missouri folyó tovább kanyarog a vidéken az észak-dakotai Williston városa felé és később a Sakakawea-tóba ömlik, amely egy víztározó, amit a Garrison gát megépítése hozott létre. A gátat elhagyva a folyóba ömlik a Knife folyó nyugat felől, majd Bismarck városa felé folyik tovább. Bismarck Észak-Dakota fővárosa. Itt csatlakozik bele a Heart folyó. Ezután a folyó keresztülvág az Oahe-víztározón, ahol az Oahe gát átlépésével eléri Dél-Dakotát. Dél-Dakotában a Grand, a Moreau és a Cheyenne folyók csatlakoznak belé, mindegyikük nyugat felől éri el a főágat.
A Missouri ezután délkeletnek veszi az irányt és keresztülvág a síkságon, magába fogadja a Niobrara folyót és számos kisebb mellékfolyóját délnyugat felől. Ezek után megformálja Dél-Dakota és Nebraska államok közös határvidékét, ezután észak felől a James folyó áramlik belé, majd megformálja a Nebraska és Iowa közti határszakasz folyami részét. Sioux Citynél a Big Sioux folyó ömlik belé. Ezután a folyó keresztülvág Omaha városán, ahol magába fogadja leghosszabb mellékfolyóját a Platte folyót, amely nyugat felől közelíti meg. Kissé lentebb a folyón ismét megalkotja a Nebraska és Missouri államok közti természetes határvonalat, majd ettől is lentebb a Kansas és Missouri államok közti határ megformálásába kezd. A Missouri folyó Kansas Citytől északra kanyarog, ahol a Kansas folyó ömlik belé. Ettől délebbre átvág a Columbia metropolitan areán, majd eléri a Gasconade és az Osage folyókat Jefferson Citynél. A folyó ezután egy félkört ír le St. Louis városa körül, majd a Mississippi folyóba ömlik.

## Fordítás
Ez a szócikk részben vagy egészben  a   Missouri River című angol Wikipédia-szócikk ezen változatának fordításán alapul.  Az eredeti cikk szerkesztőit annak laptörténete sorolja fel. Ez a jelzés csupán a megfogalmazás eredetét és a szerzői jogokat jelzi, nem szolgál a cikkben szereplő információk forrásmegjelöléseként.